# Korsträsk
Korsträsk – miejscowość (tätort) w Szwecji, w regionie administracyjnym (län) Norrbotten, w gminie Älvsbyn.
Według danych Szwedzkiego Urzędu Statystycznego liczba ludności wyniosła: 317 (31 grudnia 2015), 319 (31 grudnia 2018) i 329 (31 grudnia 2019).